# Aleksandr Minčenkov
Aleksandr Viktorovič Minčenkov (in russo Александр Викторович Минченков?; Mosca, 13 gennaio 1989) è un ex calciatore russo, di ruolo attaccante.